# Erminia

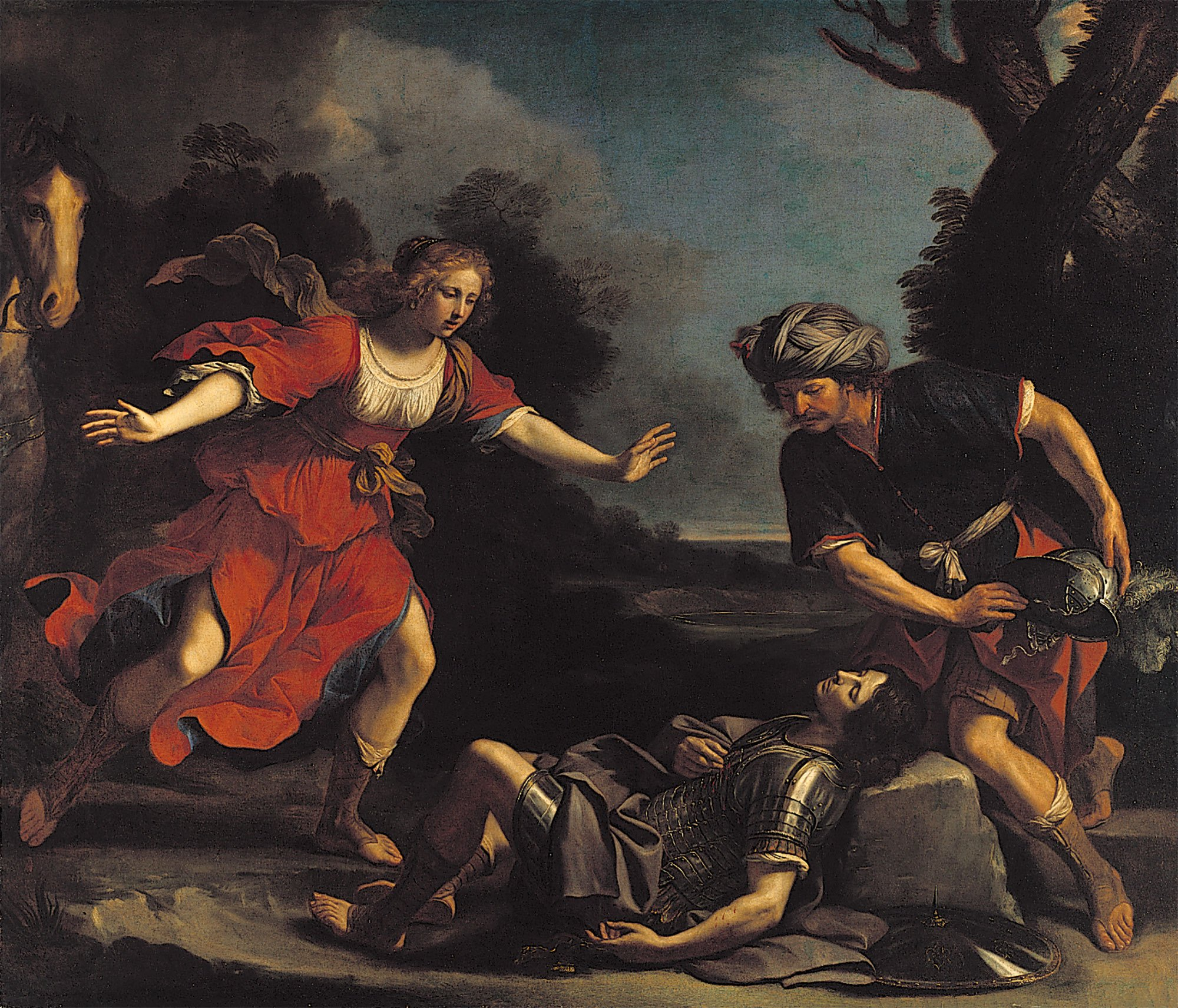
Erminia trouve Tancredi blessé, par Le Guerchin (Édimbourg, Galerie nationale d'Écosse).

Erminia, Tancredi, Polidoro e Pastore (R.374.26) ou plus simplement Erminia, est la dernière des serenate du compositeur italien Alessandro Scarlatti. Conçue pour quatre voix, chœur et orchestre, l'œuvre est créée à l'occasion d'un mariage, au Palazzo Stigliano, à Naples, le 13 juin 1723, deux ans avant la mort du musicien. La seconde partie s'est égarée dans le temps et, longtemps considérée comme perdue, ou comme une œuvre inachevée. Dans les années 2010, des fragments ont été retrouvés grâce au Répertoire international des sources musicales.
L'œuvre a été jouée plusieurs fois ces dernières années, notamment par le Concerto de' Cavalieri et son chef, Marcello di Lisa et début 2018, par l'Opera Lafayette et Julia Dawson dans le rôle titre,.

## Histoire
Erminia naît d'une commande à l'occasion du mariage entre deux grandes familles napolitaines, les Colonna, princes de Stigliano (Ferdinando) et Caracciolo de Santobono (Maria Luisa Caracciolo). Edward Dent considérait l'œuvre comme inachevée.
Le nom du compositeur n’est pas cité dans le matériel excepté dans la Gazzetta di Napoli contemporaine et sur la page cinq du livret, en revanche l'auteur du texte n'apparaît nulle part. Le seul exemplaire connu du livret, découvert en 1973 par Ulisse Prota-Giurleo, est conservé à la bibliothèque Casanatense à Rome. Roberto Pagano suggère que l'auteur du texte est peut-être Métastase, dans la mesure où le plus célèbre librettiste du XVIIIe siècle était uni d'un lien d'amitié profond — caro gemello (« cher jumeau ») — avec Carlo Broschi, c'est-à-dire Farinelli, qui tenait le rôle titre lors de la création à tout juste dix-huit ans. Métastase pendant ses études de droit à Naples entre 1721 et 1723 a écrit quelques livrets inspirés de l’antiquité, joués à Naples : Angelica (1720), Endimione, Gli Orti esperidi (1721), Galatea (1722) et quelques mois avant l'œuvre de Scarlatti, La Forza della virtù. L'auteur a rejeté plus tard les œuvres de jeunesse citées plus haut, notamment pour l'édition par Bettinelli, son éditeur vénitien en 1733–1734. Il y a cependant d'autres auteurs possibles pour l’Erminia, notamment Silvio Stampiglia qui, en retraite, vivait à Naples à l'époque.
Les autres chanteurs étaient Don Antonio Manna, membre de la Chapelle royale de Naples, et habitué des rôles comiques au teatro San Bartolomeo (en 1708 il interprétait le rôle exigeant de Polifemo dans Aci, Galatea e Polifemo de Haendel) ; Andrea Pacini un autre castrat alto (qui avait chanté Orlando furioso de Vivaldi, Griselda et Marco Attilio Regolo de Scarlatti et plus tard Scipion de Vinci et Rodelinda de Haendel à Londres).
Comme beaucoup d'oratorios de l'époque, la serenata est en deux parties. Dans ce cas, l'œuvre emprunte plus à la cantate dramatique qu'elle ne tire vers l'opéra, cependant que les chanteurs étaient toujours en costumes, selon leur rôle. Alors que pour l'oratorio, l’interruption était destinée au sermon, dans le cas de la serenata, elle était dédiée à la consommation de mets fins et de boissons.
Avec Erminia, le compositeur, toujours considéré en 1723 comme une force artistique vivante, apporte le meilleur de la tradition musicale du baroque tardif, en la conciliant de manière unique avec de nombreux styles et tendances du début du XVIIIe siècle.

## Rôles et instrumentation
Erminia, serenata a quattro voci con vari strumenti, Naples 1723
| Erminia, princesse  | soprano   | Farinelli (castrat)     |
| Pastore, le berger  | basse     | Don Antonio Manna       |
| Polidoro, chevalier | ténor     | Annibale Pio Fabri      |
| Tancredi, chevalier | contralto | Andrea Pacini (castrat) |

L'orchestre est composé de deux flûtes, deux hautbois, un basson, deux trompettes (ou cors), violons I et II, alto, violoncelle, contrebasse et clavecin. Le chœur est à quatre voix (SSAT).
La durée de la première partie est d'environ 40 minutes.

### Argument
L'histoire d’Erminia emprunte son argument à La Gerusalemme Liberata du Tasse (1575, Canto VII : pastorale d'Erminia). L'action se déroule dans la campagne de Soria, sur les rives du Jourdain. Erminia, une princesse musulmane, trahit sa ville par amour pour le chevalier chrétien envahisseur, Tancredi. Mais celui-ci est amoureux de Clorinda. Erminia, jalouse, se déguise avec l'armure de Clorinda à la recherche de son amoureux.
La seconde partie s'achève par une réjouissance générale (commandée par la cérémonie de mariage). Le librettiste délaisse Le Tasse et afin d'unir les amants Erminia et Tancredi, se tourne vers Dante pour trouver l'inspiration — Canto V — où Francesca da Rimini (accompagnée de Paolo Malatesta) raconte au poète leur histoire,.

### Première partie
Erminia Fuggitiva
- [Introduction]

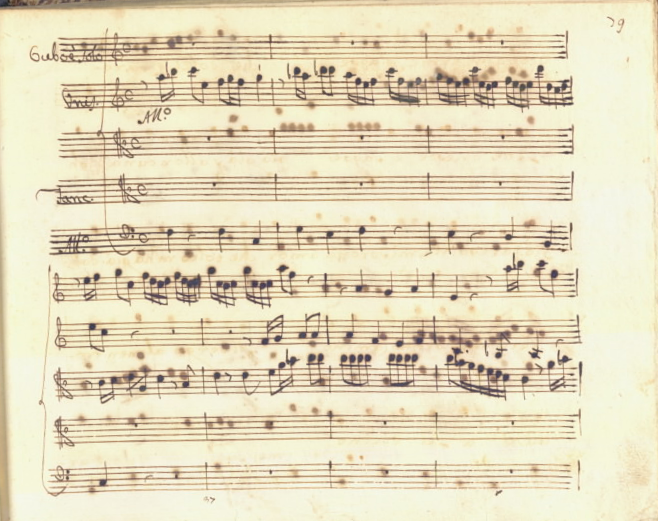
Introduction instrumentale de l'aria de Tancredi, Come suol veloce ardito (Naples, Ms. Cantate 269, 79.

- Ove smarrita e sola (recitativo), Erminia
- Al dolce nome (aria)
- Poiché già chiaro (recitativo)
- [Sinfonia da lontano]
- Qual odo in lontananza  (recitativo)
- Cinta di rose (chœur)
- D'innocente fanciulli (recitativo), Erminia
- A pascolar l'agnelle (chœur)
- Se di piacere alcuno (recitativo)
- Ma di rustico albergo (recitativo), Erminia, Pastore
- Mentre quel solco (aria), Pastore
- Tra fortunati vostri alberghi (recitativo), Erminia, Pastore
- Vado al gregge (duo), Erminia, Pastore
- In van credete (recitativo), Polidoro
- Finché il fulmine (aria), Polidoro
- Da quelle, che sul verde ameno prato (recitativo), Polidoro, Erminia
- Son raminga pastorella (aria), Erminia
- Troppo gentil tu sei (recitativo), Polidoro, Erminia
- Come suol veloce ardito (aria), Tancredi
- Così dal ferro ostil (recitativo), Tancredi, Pastore
- Quando irato il toro mugge (aria), Pastore
- Tancredi, e dove mai così ansante (recitativo), Polidoro, Tancredi
- Ha nei begl'occhi (aria), Polidoro
- Mentre albergo e ristoro cerchi (recitativo), Polidoro, Tancredi
- Di fortuna e d'Amore tra gl'inganni (aria), Tancredi
- Qui dove al germogliar (recitativo), Erminia
- Torbido, irato e nero (aria), Erminia.

### Seconde partie
Tancredi, Pastore e Polidoro
Arias retrouvées.
- Che piacer! Che diletto! (recitativo) — GB-Lbl Add. 14209 fos 92r-99v
- Quando irato il toro mugge (aria), Pastore  — fos 106r-115v
- Mentre quel solco ara il bifolco — fos 116r-123r
- Vado al gregge e meco viene — fos 132r-145r
- Mentr’ella offesa langue (aria), Pastore, n° 38 du livret — GB-Lbl Add. 14166 fos 81r-83v

## Manuscrits
Première partie
- Naples, Conservatoire San Pietro a Majella, (Cantate 269) (RISM 850009682)
- Monte Cassino, I-MC (5-F-9) (RISM 852029908)
- Londres, Royal College

Seconde partie
- Londres, British Library, GB-Lbl (Add. 14166) (RISM 806154101)
- Londres, British Library, GB-Lbl (Add. 14209, fos  92r-99v) (RISM 806155771)

## Partitions modernes
- Erminia [partie I], Thomas Edward Griffin, Rome, Istituto Italiano per la storia della musica 2010 (OCLC 818729527)